# Tomáš Franěk
Tomáš Franěk (* 26. září 1986) je český politik, bývalý člen DSSS a 
SPR-RSČ Miroslava Sládka, od roku 2024 předseda strany mimozemstani.eu a od roku 2022 zastupitel a druhý místostarosta obce Milý.

## Život
K roku 2024 žil v obci Milý.

### Politické působení
V komunálních volbách v roce 2010 byl zvolen zastupitelem obce Lužná ze třetího místa kandidátní listiny s názvem Nezávislí Lužeňáci !. V roce 2012 se stal členem Dělnické strany sociální spravedlnosti. V krajských volbách v roce 2012 figuroval na 43. místě kandidátní listiny DSSS, ale mandát nezískal. Ve sněmovních volbách v roce 2013 posléze ve Středočeském kraji kandidoval ze 13. místa do Poslanecké sněmovny, ale neuspěl. O rok později kandidoval v komunálních volbách v roce 2014 na 5. místě kandidátní listiny DSSS do zastupitelstva Týnce nad Sázavou, ale rovněž neuspěl. V krajských volbách v roce 2016 poté neúspěšně kandidoval také do Zastupitelstva Středočeského kraje, když jako člen SPR-RSČ Miroslava Sládka figuroval na 10. místě kandidátní listiny subjektu Koalice Republikánů Miroslava Sládka, Patriotů České republiky a HOZK. O rok později kandidoval také ve sněmovních volbách v roce 2017, tentokrát na 2. místě kandidátní listiny SPR-RSČ Miroslava Sládka ve Středočeském kraji. I tato kandidatura byla neúspěšná.
V komunálních volbách v roce 2018 neúspěšně kandidoval do zastupitelstva obce Týnec nad Sázavou. V evropských volbách v roce 2019 kandidoval na 3. místě kandidátní listiny SPR-RSČ Miroslava Sládka, ale nebyl zvolen. V krajských volbách v roce 2020 kandidoval jako lídr kandidátní listiny Rozumných ve Středočeském kraji, ale nebyl zvolen. V komunálních volbách v roce 2022 se stal zastupitelem obce Milý, když byl z pozice nestraníka za Rozumné zvolen ze třetího místa kandidátní listiny subjektu ANO, V MILÉM BUDE LÍP - vyřešíme mj. obecní vodovod, tříděný odpad a společenské aktivity - S VYUŽITÍM DOTACÍ EU. Později byl rovněž zvolen 2. místostarostou obce.
V evropských volbách v roce 2024 byl lídrem kandidátní listiny subjektu Ano lepší EU s mimozemšťany (zastavíme drahotu a válku), ale neuspěl, neboť uskupení žádný mandát v Evropském parlamentu nezískalo. Během kampaně přitom vystupoval v předvolebních debatách a rozhovorech v obleku mimozemšťana. V krajských volbách v roce 2024 posléze kandidoval jako lídr subjektu ANO LEPŠÍ ČESKO S MIMOZEMŠŤANY A OBČANY MOTORISTY - (dostupnější bydlení, jízdné zdarma školákům a studentům, …), ale rovněž nebyl zvolen. I v kampani do krajských voleb se prezentoval v převleku za mimozemšťana. V roce 2024 (zřejmě v březnu 2024) se zároveň stal předsedou strany Ano lepší Česko s mimozemšťany a občany motoristy, původně nesoucí název Patrioti z Rakovnicka.